# João MacDowell
João MacDowell (1965) é um compositor e produtor musical brasileiro nascido em Brasília, mas cuja carreira se deu principalmente no Rio de Janeiro e em Nova York. O compositor ficou conhecido por incluir elementos de música popular brasileira contemporânea na música clássica. Seu trabalho inclui ópera, música sinfônica e de câmara assim como discos de música pop do início de sua carreira.

## Carreira
João iniciou sua carreira na década de 1980 com a banda Tonton Macoute, uma das pioneiras na mistura de elementos eletrônicos e acústicos na música brasileira. A banda se apresentava sem baterista, inserindo sons eletrônicos que se fundiam com ritmos brasileiros e ruídos ambientais. Estabelecendo uma carreira como compositor e produtor musical no Rio de Janeiro e em Nova York, João lançou quatro discos solo antes de partir para a carreira de compositor de música erudita nos Estados Unidos, obtendo sucesso com a ópera bilingue Tamanduá, encenada em Nova York e em New Jersey. Influenciado por Villa Lobos, Carlos Gomes e Tom Jobim.
O Jornalista brasiliense Mário Salimon lançou em setembro de 2011 o documentário "Parece que Existo" (I Seem to Exist), contando a vida e a carreira do músico João MacDowell, utilizando a história do compositor para documentar um período da história cultural de Brasília. O filme ganhou os prêmios de Melhor Trilha Sonora e de Melhor Filme no Festiva de Cinema de Brasília de 2012, Troféu Câmara Legislativa do Distrito Federal.
Em 2012 João MacDowell estreou em Nova Iorque sua segunda ópera: Plastic Flowers, um monodrama, estrelando a cantora Abby Powell.
Em 2014 estreou sua Sinfonia Nn.1 "Um Sonho Brasileiro" com a Orquestra Sinfônica do Teatro Nacional Claudio Santoro (OSTNCS) Brasília, sob a regência do maestro Cláudio Cohen. No mesmo ano foi responsável pela trilha sonora da transmissão do canal de televisão ESPN da Copa do Mundo da FIFA realizada no Brasil, em transmissão licenciada para 67 países. Foi também recipiente de residência artística na propriedade do diretor sueco Ingmar Bergman na ilha de Fåro, para desenvolvimento da ópera "Gritos e Sussurros". Em outubro assumiu oficialmente a Direção Artística da International Brazilian Opera Company (IBOC) www.brazilianopera.com em Nova York.
Em 2015, a ópera de câmara Cries and Whispers, uma homenagem ao filme de mesmo nome de Ingmar Bergman, estreou em Nova York. Uma suíte instrumental com temas da ópera foi apresentada na cerimônia de abertura da Bergman Week 2015. A obra foi composta durante a residência do compositor na propriedade de Ingmar Bergman na Ilha de Fårö. Em 2016, MacDowell apresentou um workshop em Nova York na Scandinavia House com a música do primeiro ato de The Seventh Seal, um trabalho em andamento sob contrato com a Fundação Ingmar Bergman, cantado em sueco.
Para a ópera The Seventh Seal, baseada no roteiro do filme de Ingmar Bergman, o compositor foi premiado duas vezes com residências da Ingmar Bergman Estate Foundation na casa do diretor, e realizado como o ato de encerramento da cerimônia de abertura do Centenário de Bergman na igreja de Fårö, em 2018. A ópera estreou em Estocolmo como parte do Centenário de Bergman em 2018 em formato de concerto. Sua versão de câmara foi apresentada pela primeira vez no Museu de Arte Moderna de Estocolmo (Moderna Museet), como parte do Festival Bergman, pelo Royal Dramatic Theater of Sweden (Dramaten).
O Sétimo Selo foi uma das seis estreias no Festival de Bergman de 2018. O Bergman Festival obteve resenha no The New York Times, com duas menções para o trabalho de MacDowell: "O compositor foi direto em sua admiração por O Sétimo Selo, adaptando-o em uma ópera que teve sua estreia no festival."; "O fenômeno da tela para o palco foi representado no festival Dramaten com O Sétimo Selo, do Sr. MacDowell." (Elisabeth Vincentelli - The New York Times). No mesmo ano, a versão completa em São Paulo, com os sete solistas do elenco sueco mais orquestra e coro do Conservatório Tatuí, em São Paulo. A produção foi patrocinada pela Volvo Cars e pelo Ministério da Cultura do Brasil.

## Discografia
- Tonton Macoute - 1989
- Parece Que Existo - 1999
- O Caixeiro Viajante e a Caixa de Música - 2002
- Quarteto - 2004
- Alice em Miami - 2006
- Tamanduá - 2009
- Plastic Flowers - 2012